# Fred Sinowatz
Fred Sinowatz (Lajtaújfalu, 1929. február 5. – Bécs, 2008. augusztus 11.) osztrák szociáldemokrata politikus. 1983-tól 1986-ig a Ausztria 7. szövetségi kancellárja és 1983-tól 1988-ig Ausztria Szociáldemokrata Pártjának (SPÖ) elnöke.
Arra reagálva, hogy 1986. június 8-i elnökválasztáson  Kurt Waldheimet 53,91%-os eredménnyel választották meg Ausztria 6. szövetségi elnökének, június 16-ával Fred Sinowatz lemondott.